# Hrbošnjak (Murter)
Koordinati:   43°46′36″N, 15°39′52″E
Hrbošnjak je majhen nenaseljen otoček v Jadranskem morju. Pripada Hrvaški.
Hrbošnjak leži ob jugovzhodni obali otoka Murter. Od naselja
Jezera je oddaljen okoli 2 km. Površina otočka meri 0,05 km². Dolžina obale je 0,84 km. Najvišji vrh je visok 20 mnm.